# Далсиу
Эусида́лсиу Го́меш (порт. Euciodálcio Gomes), более известный, как Да́лсиу (порт. Dálcio; род. 22 мая 1996, Прагал, Almada, Cova da Piedade, Pragal e Cacilhas) — бисау-гвинейский футболист, полузащитник клуба «Црвена звезда» и сборной Гвинеи-Бисау.

## Клубная карьера
Далсиу — воспитанник клубов «Бейра-Мар Алмада», «Фут 21», «Спортинг», «Джинасио Коррои» и «Белененсеш». 18 января 2015 года в матче против «Жил Висенте» он дебютировал в Сангриш лиге в составе последних. В 2015 году Далсиу перешёл в столичную «Бенфику», где начал выступать за дублирующий состав. 9 января в матче против «Ольяненсе» он дебютировал в Сегунда лиге. В 2017 году Далсиу был арендован шотландским «Рейнджерс». 29 сентября в матче против «Гамильтон Академикал» он дебютировал в шотландской Премьер-лиге. В 2018 году игрок на правах аренды выступал за «Белененсеш САД».
Летом 2019 года Далсиу перешёл в греческий «Панетоликос». 25 августа в матче против ПАОКа он дебютировал в греческой Суперлиге. В этом же поединке игрок забил свой первый гол за «Панетоликос». 
В 2021 году Далсиу перешёл в «Ионикос». 12 сентября в матче против столичного АЕКа он дебютировал за новый клуб. 11 декабря в поединке против «Панетоликоса» игрок забил свой первый гол за «Ионикос». Летом 2022 года Далсиу перешёл в кипрский АПОЭЛ. 28 августа в матче против «Пафоса» он дебютировал за новую команду. 3 января в поединке против столичного «Олимпиакоса» игрок забил свой первый гол за АПОЭЛ. 

## Международная карьера
23 марта 2022 года в товарищеском матче против сборной Экваториальной Гвинеи Далсиу дебютировал за национальную сборную Гвинеи-Бисау. В 2024 году игрок принял участие в Кубке Африки 2023 в Кот-д’Ивуаре. На турнире он сыграл в матчах против сборных Кот-д’Ивуара, сборных Нигерии и Экваториальной Гвинеи. 